# Atlantropa

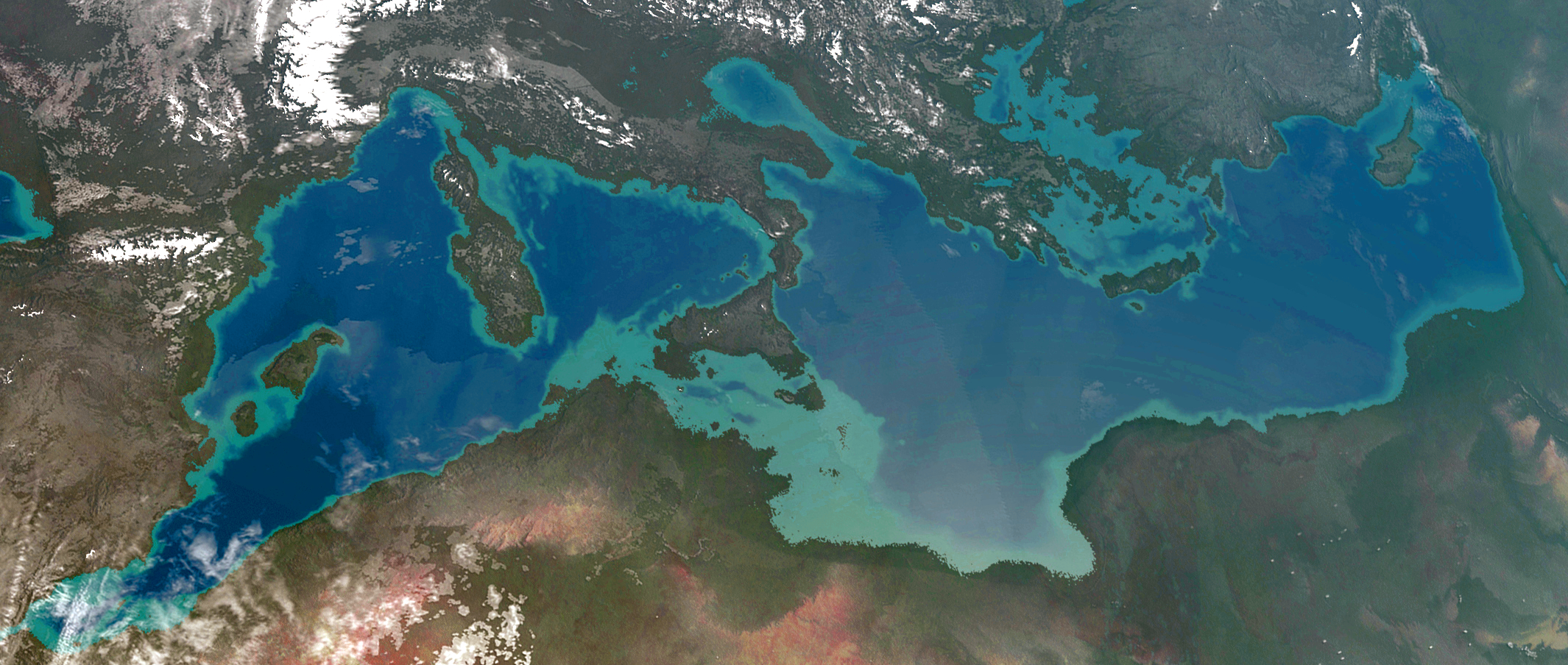
Umělecká představa Středozemí po uskutečnění projektu

Atlantropa nebo Panropa byl gigantický inženýrský projekt snížení hladiny Středozemního moře a zavlažování Sahary. Vytvořil ho ve 20. letech 20. století německý architekt Herman Sörgel, který ho následně propagoval až do své smrti v roce 1952.
Jeho projekt byl založen na pozorování, že vody Atlantského oceánu a Černého moře proudí do moře Středozemního, aby vyrovnávaly množství vody, které se z něho vypaří, neboť vodnost jeho vlastních přítoků tyto ztráty není schopna nahradit. Vycházel z myšlenky, že v budoucnosti se vytvoří tři mocensko-hospodářské bloky: Amerika, Evropa a Asie. Afrika kvůli své civilizační a hospodářské zaostalosti se stane zdrojem surovin a bude příhodné, ji lépe propojit s Evropou. Elektrická energie z mohutných vodních elektráren, které by byly součástí přehrad postavených na moři, měla podle jeho představy v budoucnosti nahradit propad výroby elektrické energie v důsledku očekávaného vyčerpání uhelných zásob.
Součástí projektu byla přehrada přes Gibraltarskou úžinu, která by snížila hladinu Středozemního moře o 100 m. Další přehrada by vznikla mezi Sicílií a Tuniskem. Ta by snížila hladinu východní části Středozemního moře o dalších 100 m (tedy celkem o 200 m). Černé moře by bylo odděleno přehradou přes úžinu Dardanely. Suezský kanál by musel být doplněn o zdymadla. Jako doplnění tohoto projektu připravoval zavlažování Sahary vodou z řeky Kongo, která by byla kanálem přiváděna do Čadského jezera.

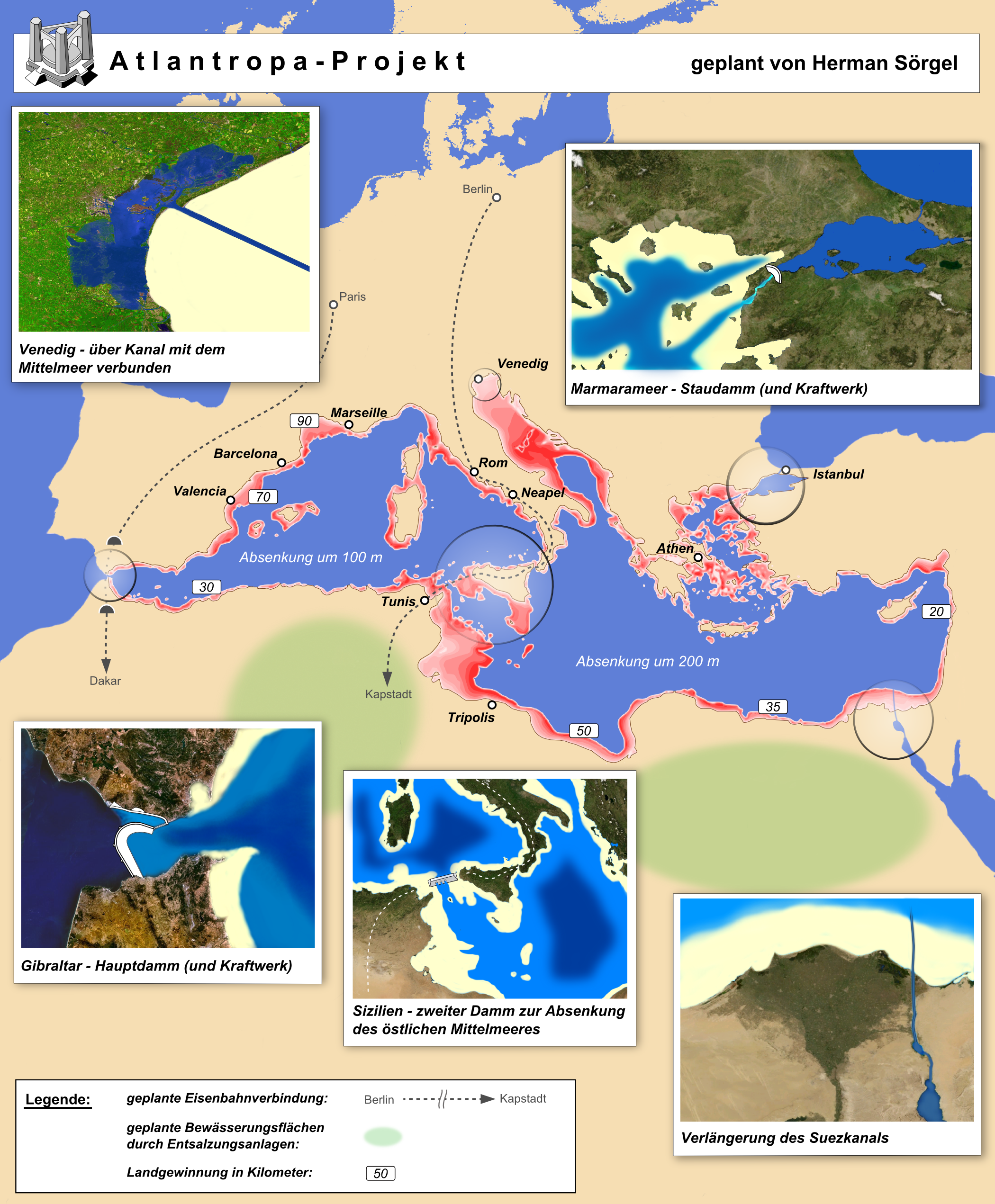
Části projektu

Důsledkem projektu by bylo posunutí pobřežní čáry jak na evropské, tak na africké straně. K největšímu posunu by došlo na tuniském pobřeží, kde by moře ustoupilo o stovky kilometrů. V důsledku poklesu hladiny by také zaniklo téměř celé Jaderské moře. Pro Benátky byl naplánován úzký průplav, který by je stále pojil s mořem. Mnoho ostrovů v Egejském moři by bylo spojeno s pevninou, ať už na řecké, nebo turecké straně. Značně by zvětšila Sicílie, která by se po zániku Messinské úžiny spojila s evropskou pevninou. Poměrně velké územní zisky by se týkaly obecně všech ostrovů ve Středozemním moři.
Snížením mořské hladiny by byly získány nové velké plochy země, které by mohly být zkultivovány po vzoru Nizozemí. Afrika by byla spojena s Evropou železnicí a vznikl by nový kontinent Atlantropa. Původní název projektu zněl Panropa, byl později přejmenován, aby se nepletl s hnutím Panevropa.
Sörgel plánoval, že by výstavba zabrala více než sto let. Svůj projekt považoval za mírovou alternativu ke konceptu Lebensraumu. Významným důsledkem tohoto projektu mělo být také ohromné množství elektrické energie, kterou by vyráběly tři velké mořské přehrady.
Tento politicky značně neprůchodný projekt prakticky zanikl po Sörgelově smrti.
O svém projektu napsal několik knih:
- Mittelmeer-Senkung, Saharabewässerung – (Panropaprojekt) – Lowering the Mediterranean, Irrigating the Sahara, dvojjazyčné vydání. Gebhardt: Leipzig, 1929

- Atlantropa. Fretz & Wasmuth: Zürich / Piloty & Loehle: München, 1932
- Die drei großen A, Amerika, Atlantropa, Asien, 1938
- Atlantropa-ABC. Kraft, Raum, Brot. Erläuterungen zum Atlantropa-Projekt, Arnd: Leipzig, 1942